# Lophiomys
A Lophiomys az emlősök (Mammalia) osztályának rágcsálók (Rodentia) rendjébe, ezen belül a hörcsögfélék (Cricetidae) családjába és a sörényespatkány-formák (Lophiomyinae) alcsaládjába tartozó nem.

## Rendszerezés
A nembe az alábbi 1 recens faj és 1 fosszilis faj tartozik:
- sörényes patkány (Lophiomys imhausi) Milne-Edwards, 1867 - típusfaj
- †Lophiomys maroccanus Aguilar & Michaux, 1989-1990 - pliocén; Marokkó